# Ranjit Singh di Bharatpur
Ranjit Singh (Deeg, 2 maggio 1745 – Govardhan, 6 dicembre 1805) fu maharaja di Bharatpur dal 1778 al 1805.

## Biografia

### I primi anni di governo
Il maharaja Jawahar Singh governò sino al 1768, ma non ebbe eredi a succedergli e pertanto venne in un primo momento succeduto dal licenzioso e incapace fratello Ratan Singh. Quest'ultimo venne ad ogni modo ben presto ucciso da una rivolta a Mathura e venne succeduto nel 1769 da suo nipote Keshri Singh. Quando questi morì ancora giovane nel 1778, venne succeduto da Ranjit.
Gran parte del regno di Ranjit Singh, ad ogni modo, fu pacifico, ad eccezione dell'ultima parte della sua esperienza governativa quando la Francia, sulla stregua della Rivoluzione Francese prima e dell'epopea napoleonica poi, riprese con vigore il colonialismo in India, ma si scontrò con le mire espansionistiche della Gran Bretagna che vantava già all'attivo la Compagnia britannica delle Indie orientali.

### La guerra coi moghul e le relazioni coi maratha
Il governatore francese di Pondicherry tentò di convincere il capitano Samru ed il capitano Madek dell'esercito di Bharatpur a passare con le loro truppe al servizio dei francesi anziché degli Jats che erano considerati amici degli inglesi, ma questo accordo non andò a buon fine.
Fu a quel punto, probabilmente, che i francesi si rivolsero a Mirza Najaf Khan, noto guerriero persiano mercenario, che conoscendo la debolezza dello stato di Bharatpur, decise di attaccarlo e sconfisse le armate di Ranjit Singh a Hathras.  Ranjit Singh venne esiliato dallo stato e la maharani Kishori venne compensata con il territorio di Kumher e con una rendita annua di 700.000 rupie. Ad ogni modo, dopo la sconfitta dello stesso Mirza, i Moghul tentarono a loro volta di conquistare Kumher. Ranjit Singh consolidò il proprio potere durante il periodo di esilio, ribellandosi ai Moghul, riuscendo a batterli sul campo ed a tornare in breve tempo a Bharatpur vittorioso. Egli non solo recuperò i territori perduti, ma riuscì ad annetterne di nuovi che appartenevano in precedenza all'impero Moghul.
Durante questa guerra venne supportato dai Maratha a condizione dell'applicazione del chauth (1/4 del bottino di guerra). Coltivò delle relazioni diplomatiche anche con la Compagnia britannica delle Indie orientali dalla quale ottenne numerose concessioni anche territoriali. Dopo aver acquisito sufficiente potere, in realtà, sembrò dimenticarsi del chauth e questo peggiorò le relazioni tra Maratha e Jat.

### Le complesse relazioni con gli inglesi
Nel 1802, nella guerra tra gli inglesi ed i maratha, questi ultimi vennero pesantemente sconfitti dalle forze britanniche al comando del generale Lord Lake. Ranjit siglò un trattato di alleanza con la Compagnia britannica delle Indie orientali il 29 settembre 1803 e combatté nuovamente i Maratha al fianco di Lord Lake.
Yashwant Rao Holkar aveva attaccato gli inglesi ed aveva inseguito il colonnello Manson. Attaccò Delhi per liberare l'imperatore moghul che vi era tenuto prigioniero dagli inglesi. Nel frattempo venne a sapere che il colonnello Mare ed il colonnello Wallace stavano attaccando il suo regno. Si ritirò e gli Jat lo accolsero a braccia aperte. Lord Lake avanzò a questo punto verso Bharatpur pur sapendo di trovarsi davanti le forze combinate degli Jat e degli Holjar. Il 13 dicembre 1804 ne derivò una guerra che perdurò per i 7 mesi successivi. Per la pressione del nemico, gli Jat dovettero evacuare Deeg per migliorare la propria posizione difensiva. L'assedio ad ogni modo fu una mera prova di forza e non portò vantaggi né ad una parte ne all'altra; ne consegue che venne siglato un nuovo trattato di protezione tra gli inglesi e lo stato di Bharatpur il 17 aprile 1805.
Fu questo l'ultimo atto di governo ufficiale del maharaja Ranjit Singh, il quale rimase fedele amico degli inglesi per il resto della sua vita. Morì il 6 dicembre 1805 e venne succeduto dal figlio Randhir Singh.